# NGC 4661
NGC 4661 (другие обозначения — NGC 4650B, ESO 322-72, MCG −7-26-40, DCL 183, PGC 42983) — линзообразная галактика (морфологический тип по Вокулёру S0) в созвездии Центавра. Открыта Джоном Гершелем 5 июня 1834 года. Является частью скопления Центавра.
Этот объект входит в число перечисленных в оригинальной редакции «Нового общего каталога» с обозначением NGC 4661, однако он также занесён с обозначением NGC 4650B в «Reference Catalogue of Bright Galaxies» (1964) и иногда упоминается в литературе под этим обозначением. Ранее существовала неопределённость в отношении того, какой галактике Дрейер присвоил обозначение NGC 4661, и в некоторых каталогах (например PGC) это обозначение отождествлялось с MCG -7-26-39 (она же ESO 322-71 и PGC 42966).
Входит в так называемую цепочку Центавра — ряд из десятка галактик в созвездии Центавра, имеющий угловые размеры примерно 45′×11′. NGC 4661 находится на конце цепочки Центавра и, вероятно, входит в одну группу галактик с предыдущими четырьмя членами цепочки, имеющими близкую лучевую скорость. Ориентация галактики скоррелирована с двумя предыдущими членами цепочки (ESO 322-70 и NGC 4650A). Галактика имеет асимметричную структуру и проявляет эмиссию в ядре. В континууме видны линии поглощения однократно ионизованного кальция H (396,9 нм) и К (393,4 нм).